# Caspar Bussing
Caspar Bussing (Neukloster, 1658. március 9. – Oldenburg, 1732. október 20.) német teológus, matematikus, heraldikus. Apja, Caspar mecklenburgi pap volt, anyja Magdalena Lichtenfeld, egy pap lánya. Kilenc testvére közül ő volt a legfiatalabb.

## Életpályája
1680-ban a Rostocki Egyetemre iratkozott be. 1691-ben a brémai katedrális konrektora, majd 1699-ben lelkipásztora lett. 1708-ban Oldenburgban és Delmenhorstban szuperintendens. Három évvel később a Brémai Hercegség főszuperintendensévé nevezték ki. 1709-től Oldenburgban, a Szt. Lamberti-egyház főszuperintendense és konzisztóriumi tanácsos, valamint főlelkipásztor. Ezt a hivatalt haláláig betöltötte. Sokat foglalkozott a címertannal.

## Művei
- Bremen-Verdischer Rittersaal. Einleitung zu der Herolds-Kunst. Hamburg, 1693 (la) és 1694 (de)
- Conspectus Heraldicae: Succincta, curiosa & perspicua ratione adornatae, In Duas Partes Digestae: Insignia Praecipuorum in cultiori Europa Imperatorum, Regum, Principum ac Statuum, Uno velut obtutu, exhibens ...  Hamburg, 1693[2]
- Kurzgefasste Herolds-Kunst. Hamburg, 1713 (3. kiadás)
- Kurze Anleitung zur Deutschen Wappenkunst. Nürnberg, é. n.
- Einleitung Zu der Herolds-Kunst: Auff Eine bequeme und deutliche Art verfasset ; In zwey Theilen Die Wapen Der vornehmsten Staaten Als Käyser/ Könige/ Fürsten und Republiquen von gantz Europa Gleichsahm auff einen Anblick darstellend Und In dieser Teutschen Ubersetzung Mit einem Neuen Theil Von der Wapen-Kunst insgemein/ Laut des nohtwendigen Berichtes in der Vorrede/ Vermehret / von Caspare Bussingio, Prof. Publ. Hamburg, 1694[3]